# Minusinsk
Minusinsk (en ruso: Минуси́нск) es una ciudad histórica en el krai de Krasnoyarsk, Rusia, en las márgenes del río Yeniséi. Cuenta con una población de 72.561 (2002); 69.000 (1985); 44.500 (1973). 
Minusinsk se fundó sobre Min'yusinskoye (en ruso: Миньюсинское) en 1793, en la confluencia de los ríos Minusa y Yeniséi. En turco, Min Usa significa "mi arroyo" o "mil ríos". Fue renombrado como Minusínskoye (Минусинское) en 1810. En 1822, recibió la declaración de ciudad, cambiando su nombre a Minusinsk en el Yeniséi (gubérniya). Fue uno de los centros agrícolas de la región e importante ruta de comercio en Siberia Oriental. También fue una plaza para los exiliados políticos: Vladímir Lenin visitó Minusinsk en varias ocasiones, mientras estuvo exiliado en la aldea Shúshenskoie entre 1897 y 1900. Durante la guerra civil rusa en Minusinsk tuvo lugar la Rebelión de Minusinsk de 1918.
La ciudad alberga el Museo de Historia Natural Martyánov, fundado en 1877.
El área de Minusinsk fue un asentamiento de las culturas Afanásievo y Andrónovo a principios de la Edad de Bronce.

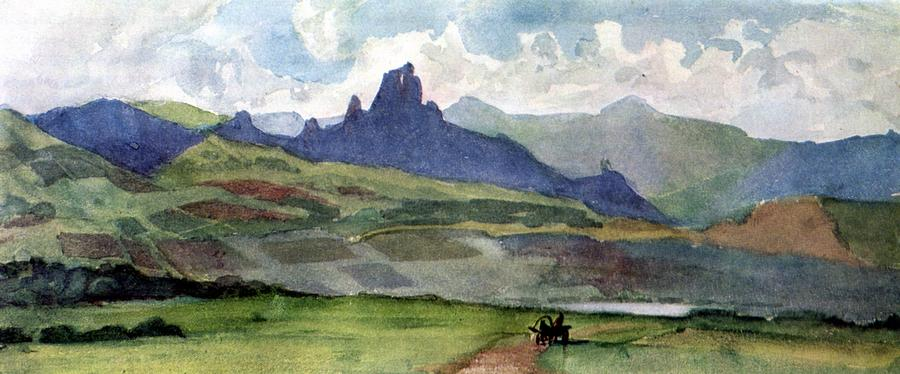
La estepa de Minusinsk, por el pintor Vasili Súrikov.

- Datos: Q158990
- Multimedia: Minusinsk / Q158990